# Radio Berlin International

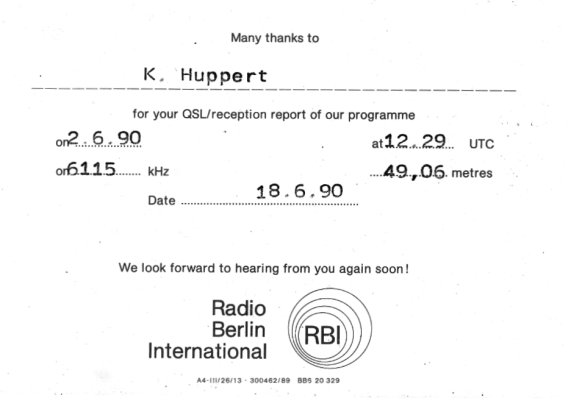
Karta QSL potwierdzająca odbiór stacji

Radio Berlin International – stacja publicznego radia Niemieckiej Republiki Demokratycznej nadająca od maja 1959 roku. Radio nadawało swoje programy na falach długich, średnich i krótkich. Radiostacja przestała nadawać 2 października 1990 roku.

## Program
Znakiem wywoławczym stacji były pierwsze takty hymnu NRD. Radio nadawało program zarówno w języku niemieckim, jak i w językach obcych. Było wyrazicielem polityki centralnych władz NRD i jednym z instrumentów prowadzenia polityki międzynarodowej. Jedną z jego misji była walka w krajach Trzeciego Świata z tzw. amerykańskim imperializmem. W czasach zimnej wojny radio nadało 408 godzin programu; o połowę mniej niż BBC.